# Summoning
Summoning är ett österrikiskt black metal-band. Det bildades 1993 av Silenius (Michael Gregor), Protector (Richard Lederer) och Trifixion (Alexander Trondl). Trifixion kom senare att lämna Summoning, varefter de återstående medlemmarna fortsatte som en duo. Bandets debutalbum, Lugburz, kom ut på Napalm Records 1995. Nästan alla bandets låttexter handlar om J.R.R. Tolkiens Arda.

## Medlemmar
Nuvarande medlemmar
- Protector (Richard Lederer) – sång, gitarr, keyboard, trumprogrammering (1993– )
- Silenius (Michael Gregor) – sång, keyboard, basgitarr (1993– )

Tidigare medlemmar
- Trifixion (Alexander Trondl) – trummor, sång (1993–1995)
- Pazuzu (Raymond Wells) – sång (1993–1994)

## Diskografi

### Studioalbum
| År   | Titel                            | Skivbolag      |
| 1995 | Lugburz                          | Napalm Records |
| 1995 | Minas Morgul                     | Napalm Records |
| 1996 | Dol Guldur                       | Napalm Records |
| 1999 | Stronghold                       | Napalm Records |
| 2001 | Let Mortal Heroes Sing Your Fame | Napalm Records |
| 2006 | Oath Bound                       | Napalm Records |
| 2013 | Old Mornings Dawn                | Napalm Records |
| 2018 | With Doom We Come                | Napalm Records |

### EP
| År   | Titel              | Skivbolag      |
| 1997 | Nightshade Forests | Napalm Records |
| 2003 | Lost Tales         | Napalm Records |

### Samlingsalbum
- 1997 – Nightshade Forests / Lugburz (kassett)
- 2007 – Sounds of Middle-Earth (5x12" vinyl box)